# Callophrys affinis
Callophrys affinis is een vlinder uit de familie van de Lycaenidae. De wetenschappelijke naam van de soort werd als Thecla affinis in 1862 gepubliceerd door Edwards.

## Ondersoorten
- Callophrys affinis affinis
- Callophrys affinis apama (Edwards, 1882)
  - Thecla apama Edwards, 1882
- Callophrys affinis washingtonia Clench, 1944
- Callophrys affinis homoperplexa Barnes & Benjamin, 1923
- Callophrys affinis albipalpis Gorelick, 2005